# Janne Laukkanen
Pour les articles homonymes, voir Laukkanen.
Temple de la renommée finlandais : 2007
Janne Laukkanen (né le 19 mars 1970 à Lahti en Finlande) est un joueur professionnel finlandais de hockey sur glace qui évoluait au poste de défenseur.

## Carrière
Laukkanen commence sa carrière avec le club de sa ville natale, le Reipas Lahti dans la première division junior en 1987-1988. Au cours de la saison, il joue avec l'équipe de Finlande junior le championnat d'Europe et récolte une médaille d'argent.
Lors de l'été 1991, il est choisi lors du repêchage d'entrée dans la Ligue nationale de hockey par les Nordiques de Québec. Il est le 156e joueur choisi au total mais ne rejoint pas pour autant l'Amérique du Nord. À la place, il reste dans son pays mais change de club et rejoint le HPK Hämeenlinna. Parallèlement, il est sélectionné par l'entraîneur national finlandais pour représenter son pays en équipe senior lors de la Coupe Canada.
Il rejoint enfin la LNH pour la saison 1994-1995 jouant une dizaine de matchs avec les Nordiques mais passant le plus clair de la saison dans la Ligue américaine de hockey avec les Aces de Cornwall, équipe affiliée à la franchise de Québec. Lors du déménagement de la franchise à l'issue de la saison, il suit l'équipe qui prend alors le nom de l'Avalanche du Colorado. Il quitte l'équipe rapidement au cours de la saison pour rejoindre les Sénateurs d'Ottawa, alors que l'Avalanche remporte la Coupe Stanley.
Il reste pendant les cinq saisons suivantes avec les Sénateurs avant de signer le 14 mars 2000 avec les Penguins de Pittsburgh. Il est alors échangé en compagnie de Ron Tugnutt et en retour de Tom Barrasso. Lors de la saison suivante, il parvient avec son équipe en finale d'association mais perd contre les Devils du New Jersey. Il joue sa dernière saison professionnelle en 2002-2003 après un court passage avec le Lightning de Tampa Bay. Il travaille ensuite avec Karhu-Kissat, une ligue mineur de hockey sur glace junior en Finlande où joue son fils, Matias.

## Statistiques
Pour les significations des abréviations, voir Statistiques du hockey sur glace.

### Statistiques en club
| Saison     | Équipe                 | Ligue              |     | Saison régulière | Saison régulière | Saison régulière | Saison régulière | Saison régulière |   | Séries éliminatoires | Séries éliminatoires | Séries éliminatoires | Séries éliminatoires | Séries éliminatoires |
| Saison     | Équipe                 | Ligue              | PJ  | B                | A                | Pts              | Pun              | PJ               | B | A                    | Pts                  | Pun                  |                      |                      |
| 1987-1988  | Reipas Lahti           | I divisioona Jr. A | 20  | 5                | 5                | 10               | 48               | -                | - | -                    | -                    | -                    |                      |                      |
| 1988-1989  | Reipas Lahti           | I divisioona       | 33  | 1                | 7                | 8                | 24               | -                | - | -                    | -                    | -                    |                      |                      |
| 1988-1989  | Reipas Lahti           | I divisioona Jr. A | 19  | 13               | 10               | 23               | 85               | -                | - | -                    | -                    | -                    |                      |                      |
| 1988-1989  | Urheilukoulu           | SM-Liiga Jr. A     | 6   | 0                | 1                | 1                | 6                | -                | - | -                    | -                    | -                    |                      |                      |
| 1989-1990  | Reipas Lahti           | I divisioona       | 44  | 8                | 22               | 30               | 60               | 4                | 1 | 1                    | 2                    | 6                    |                      |                      |
| 1989-1990  | Reipas Lahti           | SM-Liiga Jr. A     | 2   | 2                | 2                | 4                | 2                | -                | - | -                    | -                    | -                    |                      |                      |
| 1989-1990  | Reipas Lahti           | I divisioona Jr. A | -   | -                | -                | -                | -                | 8                | 3 | 4                    | 7                    | 10                   |                      |                      |
| 1990-1991  | Reipas Lahti           | SM-liiga           | 44  | 8                | 13               | 21               | 54               | -                | - | -                    | -                    | -                    |                      |                      |
| 1991-1992  | HPK Hämeenlinna        | SM-liiga           | 43  | 5                | 14               | 19               | 62               | -                | - | -                    | -                    | -                    |                      |                      |
| 1992-1993  | HPK Hämeenlinna        | SM-liiga           | 47  | 8                | 21               | 29               | 76               | 12               | 1 | 4                    | 5                    | 10                   |                      |                      |
| 1993-1994  | HPK Hämeenlinna        | SM-liiga           | 48  | 5                | 24               | 29               | 46               | -                | - | -                    | -                    | -                    |                      |                      |
| 1993-1994  | HC České Budějovice    | Extraliga          | -   | -                | -                | -                | -                | 3                | 0 | 1                    | 1                    | 0                    |                      |                      |
| 1994-1995  | Aces de Cornwall       | LAH                | 55  | 8                | 26               | 34               | 41               | -                | - | -                    | -                    | -                    |                      |                      |
| 1994-1995  | Nordiques de Québec    | LNH                | 11  | 0                | 3                | 3                | 4                | 6                | 1 | 0                    | 1                    | 2                    |                      |                      |
| 1995-1996  | Aces de Cornwall       | LAH                | 20  | 0                | 2                | 2                | 14               | -                | - | -                    | -                    | -                    |                      |                      |
| 1995-1996  | Avalanche du Colorado  | LNH                | 3   | 1                | 0                | 1                | 0                | -                | - | -                    | -                    | -                    |                      |                      |
| 1995-1996  | Sénateurs d'Ottawa     | LNH                | 35  | 7                | 20               | 27               | 60               | -                | - | -                    | -                    | -                    |                      |                      |
| 1996-1997  | Sénateurs d'Ottawa     | LNH                | 76  | 3                | 18               | 21               | 76               | 7                | 0 | 1                    | 1                    | 6                    |                      |                      |
| 1997-1998  | Sénateurs d'Ottawa     | LNH                | 60  | 4                | 17               | 21               | 64               | 11               | 2 | 2                    | 4                    | 8                    |                      |                      |
| 1998-1999  | Sénateurs d'Ottawa     | LNH                | 50  | 1                | 11               | 12               | 45               | 4                | 0 | 0                    | 0                    | 2                    |                      |                      |
| 1999-2000  | Sénateurs d'Ottawa     | LNH                | 60  | 1                | 11               | 12               | 55               | -                | - | -                    | -                    | -                    |                      |                      |
| 1999-2000  | Penguins de Pittsburgh | LNH                | 11  | 1                | 7                | 8                | 12               | 11               | 2 | 4                    | 6                    | 10                   |                      |                      |
| 2000-2001  | Penguins de Pittsburgh | LNH                | 50  | 3                | 17               | 20               | 20               | 18               | 2 | 2                    | 4                    | 14                   |                      |                      |
| 2001-2002  | Penguins de Pittsburgh | LNH                | 47  | 6                | 7                | 13               | 28               | -                | - | -                    | -                    | -                    |                      |                      |
| 2002-2003  | Penguins de Pittsburgh | LNH                | 17  | 1                | 6                | 7                | 8                | -                | - | -                    | -                    | -                    |                      |                      |
| 2002-2003  | Wolf Pack de Hartford  | LAH                | 5   | 0                | 3                | 3                | 2                | -                | - | -                    | -                    | -                    |                      |                      |
| 2002-2003  | Lightning de Tampa Bay | LNH                | 2   | 1                | 0                | 1                | 0                | 2                | 0 | 0                    | 0                    | 2                    |                      |                      |
| Totaux LNH | Totaux LNH             | Totaux LNH         | 407 | 22               | 99               | 121              | 335              | 59               | 7 | 9                    | 16                   | 46                   |                      |                      |

### Statistiques en équipe nationale
| Année | Équipe       | Compétition                 |   | PJ | B | A | Pts | Pun                        |  | Résultat |
| 1988  | Finlande U18 | Championnat d'Europe junior |   | 0  | 0 | 0 |     | Médaille d'argent          |  |          |
| 1990  | Finlande U20 | Championnat du monde junior | 7 | 0  | 1 | 1 | 4   | 4e place                   |  |          |
| 1991  | Finlande     | Coupe Canada                | 6 | 1  | 2 | 3 | 2   | Médaille de bronze         |  |          |
| 1992  | Finlande     | Jeux olympiques d'hiver     | 8 | 0  | 1 | 1 | 6   | 7e place                   |  |          |
| 1992  | Finlande     | Championnat du monde        | 8 | 2  | 2 | 4 | 12  | Médaille d'argent          |  |          |
| 1993  | Finlande     | Championnat du monde        | 6 | 1  | 0 | 1 | 10  | 7e place                   |  |          |
| 1994  | Finlande     | Jeux olympiques d'hiver     | 8 | 0  | 2 | 2 | 12  | Médaille de bronze         |  |          |
| 1994  | Finlande     | Championnat du monde        | 8 | 1  | 2 | 3 | 6   | Médaille d'argent          |  |          |
| 1996  | Finlande     | Coupe du monde              | 4 | 0  | 0 | 0 | 4   | Défaite en quart-de-finale |  |          |
| 1998  | Finlande     | Jeux olympiques d'hiver     | 6 | 0  | 0 | 0 | 4   | Médaille de bronze         |  |          |
| 1998  | Finlande     | Championnat du monde        | 1 | 0  | 0 | 0 | 0   | Médaille d'argent          |  |          |